# Grand Prix van Portland 2022
De Grand Prix van Portland 2022 was de zestiende ronde van de IndyCar Series 2022. De race werd op 4 september 2022 verreden in Portland, Oregon op de Portland International Raceway. De race bestond uit 110 ronden en werd gewonnen door Josef Newgarden.

## Inschrijvingen
W = eerdere winnaar
R = rookie
| No.   | Coureur               | Team                                    | Motor     |
| ----- | --------------------- | --------------------------------------- | --------- |
| 2     | Josef Newgarden       | Team Penske                             | Chevrolet |
| 3     | Scott McLaughlin      | Team Penske                             | Chevrolet |
| 4     | Dalton Kellett        | A. J. Foyt Enterprises                  | Chevrolet |
| 5     | Patricio O'Ward       | Arrow McLaren SP                        | Chevrolet |
| 06    | Hélio Castroneves     | Meyer Shank Racing                      | Honda     |
| 7     | Felix Rosenqvist      | Arrow McLaren SP                        | Chevrolet |
| 8     | Marcus Ericsson       | Chip Ganassi Racing                     | Honda     |
| 9     | Scott Dixon           | Chip Ganassi Racing                     | Honda     |
| 10    | Álex Palou W          | Chip Ganassi Racing                     | Honda     |
| 12    | Will Power W          | Team Penske                             | Chevrolet |
| 14    | Kyle Kirkwood R       | A. J. Foyt Enterprises                  | Chevrolet |
| 15    | Graham Rahal          | Rahal Letterman Lanigan Racing          | Honda     |
| 18    | David Malukas R       | Dale Coyne Racing with HMD Motorsports  | Honda     |
| 20    | Conor Daly            | Ed Carpenter Racing                     | Chevrolet |
| 21    | Rinus VeeKay          | Ed Carpenter Racing                     | Chevrolet |
| 26    | Colton Herta          | Andretti Autosport                      | Honda     |
| 27    | Alexander Rossi       | Andretti Autosport                      | Honda     |
| 28    | Romain Grosjean       | Andretti Autosport                      | Honda     |
| 29    | Devlin DeFrancesco R  | Andretti Steinbrenner Autosport         | Honda     |
| 30    | Christian Lundgaard R | Rahal Letterman Lanigan Racing          | Honda     |
| 45    | Jack Harvey           | Rahal Letterman Lanigan Racing          | Honda     |
| 48    | Jimmie Johnson        | Chip Ganassi Racing                     | Honda     |
| 51    | Takuma Sato W         | Dale Coyne Racing with Rick Ware Racing | Honda     |
| 60    | Simon Pagenaud        | Meyer Shank Racing                      | Honda     |
| 77    | Callum Ilott R        | Juncos Hollinger Racing                 | Chevrolet |
| Bron: |                       |                                         |           |

## Classificatie

### Trainingen

#### Training 1
| Pos.  | No. | Coureur          | Team                                   | Motor     | Tijd       |
| ----- | --- | ---------------- | -------------------------------------- | --------- | ---------- |
| 1     | 2   | Josef Newgarden  | Team Penske                            | Chevrolet | 00:58.5769 |
| 2     | 18  | David Malukas R  | Dale Coyne Racing with HMD Motorsports | Honda     | 00:58.7024 |
| 3     | 3   | Scott McLaughlin | Team Penske                            | Chevrolet | 00:58.7156 |
| Bron: |     |                  |                                        |           |            |

#### Training 2
| Pos.  | No. | Coureur          | Team        | Motor     | Tijd       |
| ----- | --- | ---------------- | ----------- | --------- | ---------- |
| 1     | 12  | Will Power W     | Team Penske | Chevrolet | 00:58.3946 |
| 2     | 2   | Josef Newgarden  | Team Penske | Chevrolet | 00:58.4083 |
| 3     | 3   | Scott McLaughlin | Team Penske | Chevrolet | 00:58.4910 |
| Bron: |     |                  |             |           |            |

### Kwalificatie
| Pos.  | No. | Coureur               | Team                                    | Motor     | Tijd       | Tijd       | Tijd       | Tijd       | Grid |
| Pos.  | No. | Coureur               | Team                                    | Motor     | Ronde 1    | Ronde 1    | Ronde 2    | Ronde 3    | Grid |
| Pos.  | No. | Coureur               | Team                                    | Motor     | Groep 1    | Groep 2    | Ronde 2    | Ronde 3    | Grid |
| ----- | --- | --------------------- | --------------------------------------- | --------- | ---------- | ---------- | ---------- | ---------- | ---- |
| 1     | 3   | Scott McLaughlin      | Team Penske                             | Chevrolet | N/A        | 00:58.0029 | 00:58.2504 | 00:58.2349 | 1    |
| 2     | 2   | Josef Newgarden       | Team Penske                             | Chevrolet | 00:58.0433 | N/A        | 00:57.9651 | 00:58.3129 | 8*1  |
| 3     | 12  | Will Power W          | Team Penske                             | Chevrolet | N/A        | 00:57.9266 | 00:58.0868 | 00:58.4254 | 2    |
| 4     | 30  | Christian Lundgaard R | Rahal Letterman Lanigan Racing          | Honda     | N/A        | 00:57.9218 | 00:58.0753 | 00:58.4482 | 3    |
| 5     | 10  | Álex Palou W          | Chip Ganassi Racing                     | Honda     | N/A        | 00:58.1497 | 00:58.3381 | 00:58.5075 | 4    |
| 6     | 5   | Patricio O'Ward       | Arrow McLaren SP                        | Chevrolet | 00:58.1408 | N/A        | 00:58.2593 | 00:58.6090 | 5    |
| 7     | 7   | Felix Rosenqvist      | Arrow McLaren SP                        | Chevrolet | N/A        | 00:58.1465 | 00:58.3475 | N/A        | 6    |
| 8     | 26  | Colton Herta          | Andretti Autosport                      | Honda     | 00:58.3020 | N/A        | 00:58.3925 | N/A        | 7    |
| 9     | 27  | Alexander Rossi       | Andretti Autosport                      | Honda     | 00:58.2318 | N/A        | 00:58.3983 | N/A        | 9    |
| 10    | 18  | David Malukas R       | Dale Coyne Racing with HMD Motorsports  | Honda     | N/A        | 00:58.0506 | 00:58.4038 | N/A        | 10   |
| 11    | 15  | Graham Rahal          | Rahal Letterman Lanigan Racing          | Honda     | 00:58.4106 | N/A        | 00:58.4475 | N/A        | 11   |
| 12    | 21  | Rinus VeeKay          | Ed Carpenter Racing                     | Chevrolet | 00:58.2292 | N/A        | 00:58.5356 | N/A        | 12   |
| 13    | 14  | Kyle Kirkwood R       | A. J. Foyt Enterprises                  | Chevrolet | 00:58.4865 | N/A        | N/A        | N/A        | 13   |
| 14    | 77  | Callum Ilott R        | Juncos Hollinger Racing                 | Chevrolet | N/A        | 00:58.1988 | N/A        | N/A        | 14   |
| 15    | 28  | Romain Grosjean       | Andretti Autosport                      | Honda     | 00:58.5097 | N/A        | N/A        | N/A        | 15   |
| 16    | 9   | Scott Dixon           | Chip Ganassi Racing                     | Honda     | N/A        | 00:58.2628 | N/A        | N/A        | 16   |
| 17    | 45  | Jack Harvey           | Rahal Letterman Lanigan Racing          | Honda     | 00:58.5332 | N/A        | N/A        | N/A        | 17   |
| 18    | 8   | Marcus Ericsson       | Chip Ganassi Racing                     | Honda     | N/A        | 00:58.3064 | N/A        | N/A        | 18   |
| 19    | 60  | Simon Pagenaud        | Meyer Shank Racing                      | Honda     | 00:58.6898 | N/A        | N/A        | N/A        | 19   |
| 20    | 20  | Conor Daly            | Ed Carpenter Racing                     | Chevrolet | N/A        | 00:58.4398 | N/A        | N/A        | 20   |
| 21    | 06  | Hélio Castroneves     | Meyer Shank Racing                      | Honda     | 00:58.7534 | N/A        | N/A        | N/A        | 21   |
| 22    | 51  | Takuma Sato W         | Dale Coyne Racing with Rick Ware Racing | Honda     | N/A        | 00:58.6058 | N/A        | N/A        | 22   |
| 23    | 48  | Jimmie Johnson        | Chip Ganassi Racing                     | Honda     | 00:59.1933 | N/A        | N/A        | N/A        | 23   |
| 24    | 29  | Devlin DeFrancesco R  | Andretti Steinbrenner Autosport         | Honda     | N/A        | 00:58.6127 | N/A        | N/A        | 24   |
| 25    | 4   | Dalton Kellett        | A. J. Foyt Enterprises                  | Chevrolet | N/A        | 00:59.0082 | N/A        | N/A        | 25   |
| Bron: |     |                       |                                         |           |            |            |            |            |      |

- Vetgedrukte tekst geeft de snelste tijd in de sessie aan.

*1 - Josef Newgarden kreeg een gridstraf van zes plaatsen wegens een niet-goedgekeurde motorwissel.

### Warmup
| Pos.  | No. | Coureur               | Team                           | Motor | Tijd       |
| ----- | --- | --------------------- | ------------------------------ | ----- | ---------- |
| 1     | 27  | Alexander Rossi       | Andretti Autosport             | Honda | 00:59.0532 |
| 2     | 30  | Christian Lundgaard R | Rahal Letterman Lanigan Racing | Honda | 00:59.1806 |
| 3     | 10  | Álex Palou W          | Chip Ganassi Racing            | Honda | 00:59.2196 |
| Bron: |     |                       |                                |       |            |

### Race
| Pos.                                                                 | No. | Coureur               | Team                                    | Motor     | Rondes | Tijd          | Pit stops | Grid | Geleide ronden | Pts. |
| -------------------------------------------------------------------- | --- | --------------------- | --------------------------------------- | --------- | ------ | ------------- | --------- | ---- | -------------- | ---- |
| 1                                                                    | 3   | Scott McLaughlin      | Team Penske                             | Chevrolet | 110    | 01:56:15.6892 | 3         | 1    | 104            | 54   |
| 2                                                                    | 12  | Will Power W          | Team Penske                             | Chevrolet | 110    | +1.1792       | 3         | 2    | 2              | 41   |
| 3                                                                    | 9   | Scott Dixon           | Chip Ganassi Racing                     | Honda     | 110    | +1.6006       | 3         | 16   |                | 35   |
| 4                                                                    | 5   | Patricio O'Ward       | Arrow McLaren SP                        | Chevrolet | 110    | +13.8892      | 3         | 5    |                | 32   |
| 5                                                                    | 15  | Graham Rahal          | Rahal Letterman Lanigan Racing          | Honda     | 110    | +14.8208      | 3         | 11   | 2              | 31   |
| 6                                                                    | 26  | Colton Herta          | Andretti Autosport                      | Honda     | 110    | +16.3039      | 3         | 7    |                | 28   |
| 7                                                                    | 27  | Alexander Rossi       | Andretti Autosport                      | Honda     | 110    | +17.0044      | 3         | 9    |                | 26   |
| 8                                                                    | 2   | Josef Newgarden       | Team Penske                             | Chevrolet | 110    | +17.6062      | 3         | 8    |                | 24   |
| 9                                                                    | 77  | Callum Ilott R        | Juncos Hollinger Racing                 | Chevrolet | 110    | +18.0978      | 3         | 14   | 1              | 23   |
| 10                                                                   | 7   | Felix Rosenqvist      | Arrow McLaren SP                        | Chevrolet | 110    | +18.6356      | 3         | 6    |                | 20   |
| 11                                                                   | 8   | Marcus Ericsson       | Chip Ganassi Racing                     | Honda     | 110    | +23.5169      | 3         | 18   |                | 19   |
| 12                                                                   | 10  | Álex Palou W          | Chip Ganassi Racing                     | Honda     | 110    | +27.5282      | 3         | 4    |                | 18   |
| 13                                                                   | 14  | Kyle Kirkwood R       | A. J. Foyt Enterprises                  | Chevrolet | 110    | +28.3322      | 3         | 13   |                | 17   |
| 14                                                                   | 18  | David Malukas R       | Dale Coyne Racing with HMD Motorsports  | Honda     | 110    | +29.0288      | 3         | 10   |                | 16   |
| 15                                                                   | 45  | Jack Harvey           | Rahal Letterman Lanigan Racing          | Honda     | 110    | +31.2329      | 3         | 17   |                | 15   |
| 16                                                                   | 29  | Devlin DeFrancesco R  | Andretti Steinbrenner Autosport         | Honda     | 110    | +32.5754      | 3         | 24   |                | 14   |
| 17                                                                   | 06  | Hélio Castroneves     | Meyer Shank Racing                      | Honda     | 110    | +33.8121      | 3         | 21   |                | 13   |
| 18                                                                   | 51  | Takuma Sato W         | Dale Coyne Racing with Rick Ware Racing | Honda     | 110    | +34.0886      | 3         | 22   |                | 12   |
| 19                                                                   | 28  | Romain Grosjean       | Andretti Autosport                      | Honda     | 110    | +34.7299      | 3         | 15   |                | 11   |
| 20                                                                   | 21  | Rinus VeeKay          | Ed Carpenter Racing                     | Chevrolet | 110    | +35.4454      | 3         | 12   |                | 10   |
| 21                                                                   | 30  | Christian Lundgaard R | Rahal Letterman Lanigan Racing          | Honda     | 110    | +44.5500      | 4         | 3    | 1              | 10   |
| 22                                                                   | 4   | Dalton Kellett        | A. J. Foyt Enterprises                  | Chevrolet | 109    | +1 ronde      | 3         | 25   |                | 8    |
| 23                                                                   | 60  | Simon Pagenaud        | Meyer Shank Racing                      | Honda     | 100    | +9 rondes     | 3         | 19   |                | 7    |
| 24                                                                   | 48  | Jimmie Johnson        | Chip Ganassi Racing                     | Honda     | 82     | Contact       | 3         | 23   |                | 6    |
| 25                                                                   | 20  | Conor Daly            | Ed Carpenter Racing                     | Chevrolet | 67     | Mechanisch    | 2         | 20   |                | 5    |
| Snelste ronde: Josef Newgarden (Team Penske) – 00:59.5874 (ronde 16) |     |                       |                                         |           |        |               |           |      |                |      |
| Bron:                                                                |     |                       |                                         |           |        |               |           |      |                |      |

## Tussenstanden kampioenschap
| Pos. | Coureur          | Punten |
| ---- | ---------------- | ------ |
| 1.   | Will Power       | 523    |
| 2.   | Josef Newgarden  | 503    |
| 3.   | Scott Dixon      | 503    |
| 4.   | Marcus Ericsson  | 484    |
| 5.   | Scott McLaughlin | 482    |

| Pos. | Team      | Punten |
| 1.   | Chevrolet | 1419   |
| 2.   | Honda     | 1236   |